# Ultimate Cup Series
L'Ultimate Cup Series est un championnat de course automobile créé en 2019. Ce championnat d'endurance se déroule principalement en France.

## Histoire
Le championnat se met en place fin 2018 par le promoteur Vincent Vigier. Lors du conférence de presse à Paris, Vincent Vigier annonce les principaux partenaires dont Michelin et Oreca. En 2021, le Championnat reçoit le soutien de Peugeot Sport.

## Épreuves
| Dijon                         |  | • | •   | •   |     |
| Estoril                       |  | • |     | •   |     |
| Le Mans Bugatti               |  |   |     | •   |     |
| Circuit de Nevers Magny-Cours |  | • | • • | •   | •   |
| Mugello                       |  | • |     |     |     |
| Circuit Paul Ricard           |  | • | •   | • • | • • |
| Slovakiaring                  |  | • |     |     |     |
| Valencia                      |  | • |     |     |     |
| Circuito de Navarra           |  |   |     |     | •   |
| Hockenheimring                |  |   |     |     | •   |
| Misano                        |  |   |     |     | •   |